# 平壌師範学校
平壌師範学校（へいじょうしはんがっこう）は、1929年（昭和4年）に日本統治下の朝鮮半島に設立された官立の師範学校である。

## 概要
歴史
1910年（明治43年）の韓国併合により、日本の統治が開始する。翌1911年（明治44年）に朝鮮教育令が公布され、朝鮮人への日本語教授が本格的に行われるようになった。当初、内地人（現・日本人）の通う学校を「小学校・中学校・高等女学校」、朝鮮人の通う学校を「普通学校・高等普通学校・女子高等普通学校」として区別した。双方の学校において日本語を中心に教授できる人材が必要となり、朝鮮半島内で師範教育が行われるようになる。
平壌では、まず1911年（明治44年）4月に平壌高等普通学校に教員速成科が設置され、1914年（大正3年）には、それに代わる学科として師範科が新設された。1923年（大正12年）には「平安南道公立師範学校」が開校し、1929年（昭和4年）には官立移管の上、「平壌師範学校」に改称した。
日本統治下の朝鮮半島での師範教育は朝鮮総督府の所管で朝鮮教育令によって行われていたため、文部省の所管で師範教育令によって運営されていた内地（現・日本）の師範学校と異なる点がある。
1945年（昭和20年）8月に日本が敗戦し、日本による師範学校の運営は困難となり廃校となった。
所在地
平壌府紋繍町（1943年（昭和18年）7月時点）
校訓
「五大綱領」（至誠・勤労・敬愛・自律・奉公）・「居常十則」
校歌
作詞は葛原しげる、作曲は梁田貞による。歌詞は2番まである。

## 沿革
- 1910年（明治43年）8月29日 - 韓国併合が行われる。

高等普通学校
- 1911年（明治44年）
  - 8月24日 - 朝鮮教育令が公布される。
  - 10月 - 平壌高等普通学校に教員速成科が設置される。
- 1914年（大正3年）4月 - 教員速成科が廃止され、師範科が新設。

師範学校
- 1922年（大正11年） - 朝鮮教育令が全面改正され、小学校教員及び普通学校教員の養成を目的とする独立の師範学校設置が認められる。
- 1923年（大正12年）3月31日 - 「平安南道公立師範学校」の設置が認可される。
- 1929年（昭和4年）
  - 4月18日  – 官立（国立）「平壌師範学校」が設置される。
  - 5月3日 - 大田公立中学校長津田信を校長に任命。
  - 6月1日　- 尋常科と特科を設置して開校。（開校記念日）
    - 元・平安南道公立師範学校校舎を仮校舎として使用。
    - 尋常科第1学年95名が入学。なお、元・平安南道公立師範学校特科第3学年29名と2学年39名を編入。
- 1930年（昭和5年）
  - 3月22日　- 特科29名（元・平安南道公立師範学校からの編入生）が卒業。
  - 4月11日 - 尋常科87名が入学。
- 1931年（昭和6年）
  - 3月31日　- 特科を廃止（平安南道公立師範学校が廃止）。
  - 4月1日 – 講習科を設置。
- 1934年（昭和9年）3月20日　- 尋常科第1回卒業式を挙行。70名が卒業。
- 1937年（昭和12年）4月15日 - 附属普通学校を設置。
- 1938年（昭和13年）4月 - 朝鮮教育令の全面改正が行われ、従来の附属普通学校を「附属小学校」に改称。
- 1940年（昭和15年）4月 - 特設講習科（修業年限:1ヶ月）を設置。
- 1941年（昭和16年）4月 - 国民学校の施行により、附属小学校を附属国民学校に改称。
- 1943年（昭和18年）3月 - 専門学校に昇格。本科（修業年限:3年）を設置。
- 1945年（昭和20年）
  - 6月 - 日本軍による学校校舎利用のため、新陽国民学校に移転を開始。
  - 8月15日 - 日本の敗戦により、実質廃校。

## 歴代校長
- 初代 - 津田信（1929年（昭和4年）5月 - 1938年（昭和13年）3月までの8年10ヶ月） – （前）大田中学校校長 （後）退官
- 第2代 - 高田邦彦（1938年（昭和13年）4月 – 1942年（昭和17年））　- （前）朝鮮総督府視学官 （後）釜山第一商業学校長
- 第3代（最終） - 上山道造（1942年（昭和17年） – 1945年（昭和20年）） - （前）京城工業学校長